# Mesopolobus nephele
Mesopolobus nephele is een vliesvleugelig insect uit de familie Pteromalidae. De wetenschappelijke naam is voor het eerst geldig gepubliceerd in 1843 door Walker.